# 시모타케다촌 (오이타현)
시모타케다촌(下竹田村)은 오이타현 나오이리군에 설치되었던 촌이다. 현재의 다케타시에 해당한다.